# Malino (stacja kolejowa)
Malino (ros. Малино) – stacja kolejowa w miejscowości Malino, w rejonie stupińskim, w obwodzie moskiewskim, w Rosji. Położona jest na Wielkim Pierścieniu Kolei Moskiewskiej.

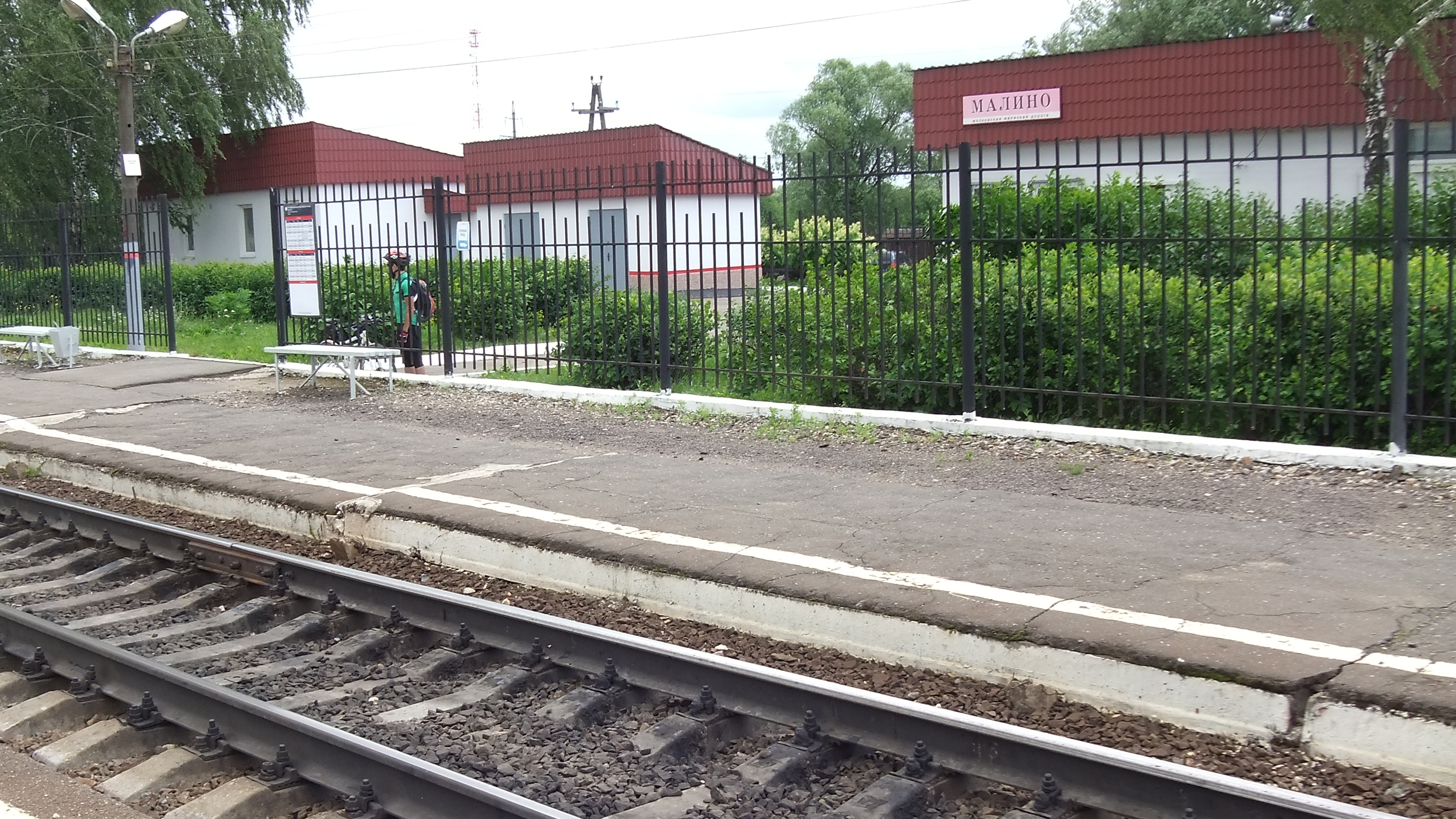